# سیریشباشوو
سیریشباشوو (انگلیسی: Syyryshbashevo) یک شهرک در شهرستان چکماگوشفسکی استان باشقیرستان کشور روسیه است.